# Vlag van De Wolden

De vlag van de gemeente De Wolden

De vlag van De Wolden bestaat uit een rechthoekige vlag met negen banen. De banen zijn afwisselend geel of groen. Alle kleuren zijn afgeleid van de kleuren van het gemeentelijk wapen. In het wapen is een geënte dwarsbalk geplaatst, deze komt in de vlag terug als een verticale baan met een witte lijn er in. De vlag is, net als het wapen, ontworpen door het Drents Heraldisch College. De vlag is op 31 mei 2001 bij raadsbesluit ingesteld.

## Symboliek
- Zwarte verticale baan symboliseert de veenbossen in de gemeente;
- De witte ent (witte gekronkelde lijn) symboliseert de rivier de Reest;
- Gele banen: deze banen staan voor de zandgronden in de gemeente;
- Groene banen: de groene banen staan voor de vier groene bomen in het gemeentelijk wapen. In het wapen symboliseren zij de vier gemeenten die De Wolden vormen, te weten: de gemeenten de Wijk, Ruinerwold, Zuidwolde en een groot deel van Ruinen.

## Gemeentewapen
De vlag van De Wolden is afgeleid van o.a. het gemeentewapen.

Wapen van De Wolden

Aa en Hunze ·
Assen ·
Borger-Odoorn ·
Coevorden ·
De Wolden ·
Emmen ·
Hoogeveen ·
Meppel ·
Midden-Drenthe ·
Noordenveld ·
Tynaarlo ·
Westerveld